# Dia Internacional de les Famílies
El Dia Internacional de les Famílies se celebra cada 15 de maig i ofereix una oportunitat per conscienciar la societat amb relació a l'estat en què es troben les famílies, els seus desafiaments i problemes, així com per promoure'n accions apropiades per a la seva defensa.
L'Assemblea General de Nacions Unides, en la seva resolució 47/237 de 20 de setembre de 1993, proclamava el 15 de maig de tots els anys com a Dia Internacional de les Famílies. Cada any Nacions Unides escull un tema sobre el que focalitzar els reptes de la família.